# 23 agosto
Il 23 agosto è il 235º giorno del calendario gregoriano (il 236º negli anni bisestili). Mancano 130 giorni alla fine dell'anno.
Il Sole entra nel segno astrologico della Vergine alle ore 02:36.

## Eventi
- 1268 – A Scurcola Marsicana si combatte la battaglia di Tagliacozzo tra Carlo I d'Angiò e Corradino di Svevia per il dominio del Regno di Sicilia
- 1305 – Esecuzione di William Wallace
- 1328 – Battaglia di Cassel: i francesi di Filippo VI sconfiggono le armate ribelli fiamminghe guidate da Nicolaas Zannekin
- 1514 – Battaglia di Chaldiran: le truppe del sultano Selim I sconfiggono l'esercito safavide dello Shah Ismail I
- 1595 – Battaglia di Călugăreni: il principe Michele il Coraggioso sconfigge l'esercito ottomano del comandante Koca Sinan Pascià
- 1708 – Meidingnu Pamheiba viene incoronato re di Manipur
- 1797 – La città di Perasto in Dalmazia, terra della Serenissima, esegue il suo ultimo ammainabandiera: è l'ultima terra veneta ad arrendersi ai francesi
- 1813 – Battaglia di Großbeeren: le truppe dell'esercito prussiano-svedese guidate da Carlo XIV di Svezia sconfiggono le truppe francesi del maresciallo Nicolas Oudinot
- 1839 – L'Impero britannico conquista Hong Kong per trasformarla come quartier generale nella campagna contro la Dinastia Qing
- 1866 – Viene siglata la Pace di Praga tra la Prussia e la sconfitta Austria
- 1913 – Inaugurazione della statua della Sirenetta di Edvard Eriksen a Copenaghen
- 1914 – Il Giappone dichiara guerra alla Germania e bombarda Qingdao in Cina
- 1923 – Gli squadristi di Italo Balbo uccidono il parroco di Argenta don Giovanni Minzoni
- 1924 – La distanza fra la Terra e Marte è la più corta dal X secolo
- 1927 – Nonostante le proteste popolari internazionali, le campagne morali degli intellettuali e le richieste formali di grazia da parte dell'Italia, vengono giustiziati nella prigione statale di Charlestown a Boston dopo un processo farsa gli anarchici italiani Nicola Sacco e Bartolomeo Vanzetti
- 1939 – Germania e Unione Sovietica firmano un patto di non-aggressione, il Patto Molotov-Ribbentrop; in un'aggiunta segreta al patto, Paesi baltici, Finlandia e Polonia vengono spartiti fra le due nazioni
- 1940 – I tedeschi iniziano il bombardamento di Londra
- 1942 – La Luftwaffe bombarda Stalingrado: inizia la fase più drammatica della battaglia di Stalingrado
- 1943 – Viene liberata Char'kov
- 1944 – Viene liberata Marsiglia
- 1944 – Il governo rumeno filo-nazista di Ion Antonescu viene rovesciato e la Romania passa con gli Alleati
- 1944 – Un Consolidated B-24 Liberator dell'United States Army Air Forces (USAAF), l'allora designazione dell'aeronautica militare degli Stati Uniti d'America, si schianta al suolo colpendo una scuola a Freckleton, in Inghilterra, uccidendo 61 persone
- 1948 – Viene formato il Concilio mondiale delle chiese
- 1952 – La Lega araba diventa operativa
- 1958 – Guerra civile cinese: inizia la Seconda crisi dello Stretto di Taiwan con il bombardamento di Quemoy da parte dell'Esercito di Liberazione Popolare
- 1962 – Primo collegamento televisivo in diretta fra l'America e l'Europa, tramite il satellite Telstar
- 1966 – Il Lunar Orbiter 1 scatta le prime fotografie della Terra da un'orbita attorno alla Luna
- 1973 – Viene lanciato il satellite per telecomunicazioni Intelsat
- 1975 – Colpo di Stato comunista nel Laos
- 1976 – Un grosso terremoto in Cina uccide migliaia di persone
- 1979 – Il ballerino sovietico Alexander Godunov chiede asilo negli Stati Uniti d'America
- 1982 – Norvegia: nella baia di Radøy il pescatore Rune Ystebo arpiona un esemplare di calamaro gigante (Architeuthis) in un fondale di soli cinque metri di profondità
- 1985 – Hans Tiedge, ai vertici del controspionaggio della Germania Ovest, fugge nella Germania Est
- 1987 – Piogge intense e inondazioni in Bangladesh uccidono centinaia di persone
- 1989 – Ungheria: con l'apertura della frontiera con l'Austria e il successivo esodo di tedeschi della Germania Est inizia il processo che porterà alla caduta del Muro di Berlino
- 1989 – Rivoluzione cantante: due milioni di persone provenienti da Estonia, Lettonia e Lituania si dispongono sulla strada Vilnius-Tallinn, tenendosi per mano (Via Baltica)
- 1990 – Saddam Hussein appare alla televisione di Stato irachena con alcuni "ospiti" occidentali (in realtà ostaggi) per cercare di evitare la guerra del Golfo
- 1990 – L'Armenia dichiara l'indipendenza dall'Unione Sovietica
- 1990 – Germania Ovest e Germania Est annunciano la loro riunificazione per il 3 ottobre
- 1992 – L'Uragano Andrew colpisce il sud della Florida
- 2000 – Un Airbus A320 della Gulf Air si schianta nel Golfo Persico vicino Manama, Bahrein uccidendo 143 persone
- 2000 – Il Nicaragua diviene membro della Convenzione di Berna per il copyright
- 2005 – Formazione dell'Uragano Katrina
- 2008 – Odd M. Strindmo, collaborando al progetto GIMPS, scopre l'allora più alto numero primo di Mersenne (superato da un altro numero primo di Mersenne scoperto nel gennaio 2016): M43112609
- 2010 – Filippine, a Manila un ex agente della polizia che voleva essere reintegrato sequestra un autobus con 26 persone a bordo fra cui 22 cinesi di Hong Kong, tre filippini e l'autista: nella sparatoria che ne segue perdono la vita otto persone più lo stesso ex agente
- 2023
  - L'India completa con successo l'allunaggio con la sonda Chandrayaan-3 diventando il quarto paese al mondo a riuscire nell'intento
  - Disastro dell'Embraer Legacy 600 del Gruppo Wagner dove muore il capo del gruppo Wagner Evgenij Prigožin.

## Nati
Ci sono circa 1 020 voci su persone nate il 23 agosto; vedi la pagina Nati il 23 agosto per un elenco descrittivo o la categoria Nati il 23 agosto per un indice alfabetico.

## Morti
Ci sono circa 490 voci su persone morte il 23 agosto; vedi la pagina Morti il 23 agosto per un elenco descrittivo o la categoria Morti il 23 agosto per un indice alfabetico.

## Feste e ricorrenze

### Civili
Internazionali:
- Giornata internazionale per la commemorazione della tratta degli schiavi e della sua abolizione

Nazionali:
- Romania – Giorno della liberazione (1944)
- Swaziland – Umhlanga Day

### Religiose
Cristianesimo:
- Santa Rosa da Lima, vergine
- Santi Abbondio e Ireneo, martiri a Roma
- Sant'Antonio di Gerace, eremita
- Santi Ciriaco, Massimo, Archelao e compagni, martiri
- Santi Claudio, Asterio e Neone, martiri
- Sant'Eugenio di Ardstraw, vescovo
- San Flaviano di Autun, vescovo
- San Giustiniano di Ramsey, eremita e martire
- San Lupo (Luppo), martire
- Santa Tydfil, vergine e martire
- San Zaccheo vescovo di Gerusalemme
- Beato Antonio l'Etiope (o Catagerò o D'Avola), eremita
- Beati Costantino Carbonell Sempere, Pietro Gelambert Amer e Raimondo Grimaltos Monllor, gesuiti, martiri
- Beato Ferdinando da Cardona, mercedario
- Beati Fiorentino Perez Romero e Urbano Emanuele Gil Saez, martiri
- Beato Francesco Dachtera, sacerdote e martire
- Beato Giovanni Bourdon (Protasio da Sees), sacerdote e martire
- Beato Giovanni Maria della Croce (Mariano Garcia Mendez), dehoniano, martire
- Beato Ladislao Findysz, sacerdote e martire
- Beate Rosaria de Soano (Piera Maria Vittoria Quintana Argos) e Serafina de Ochovi (Emanuela Giusta Fernandez Ibero), vergini e martiri

Religione romana antica e moderna:
- Volcanalia
- Hora Quirini
- Maia sopra il Comizio (supra Comitium)

## Altro
- 23 August è un comune della Romania nel distretto di Costanza